# Dragutin Friedrich
Dragutin Friedrich (Fridrih) (ur. 5 stycznia 1897 w Koprivnicy, zm. 26 marca 1980 w Zagrzebiu) – chorwacki piłkarz, hokeista, tenisista i lekkoatleta, występujący na pozycji bramkarza. Jeden z najlepszych jugosłowiańskich i chorwackich golkiperów – odznaczał się świetnymi warunkami fizycznymi i atletyczną posturą.

## Kariera reprezentacyjna i klubowa
Jako członek HAŠK-u Zagrzeb bronił w rozgrywanym 28 września 1924 w meczu przeciwko Czechosłowacji przegranym przez Jugosłowian 0:2. O miejsce w reprezentacji rywalizował z legendarnym naturalizowanym Włochem z Hajduka Split Silvio Gazzarim. Swoje występy rozpoczynał w zespole NK Slaven w rodzinnej Koprivnicy, wraz ze swoimi dwoma braćmi. Milorad Friedrich występował w ataku, zaś najmłodszy z braci, Ivica, w pomocy. W roku 1919 przeniósł się do HAŠK-u, w którym osiągnął szczyt swojej kariery i wystąpił w reprezentacji.
Friedrich szesnaście razy wystąpił w reprezentacji miasta Zagrzebia, dziewięciokrotnie bronił w barwach reprezentacji Jugosławii (w latach 1922–1927). Debiutował 8 czerwca 1922 w rozgrywanym w Belgradzie meczu przeciwko Rumunii przegranym przez Jugosłowian 1:2. Drugi występ w reprezentacji zaliczył 3 czerwca 1923 przeciwko Polsce rozgrywanym w Krakowie, wygranym przez Jugosławię 2:1. Warto zauważyć, że było to pierwsze zwycięstwo reprezentacji Jugosławii na wyjeździe. Był rezerwowym zawodnikiem na igrzyskach olimpijskich w Paryżu. Najlepszy mecz Friedrich rozpoczął w roku 1925 w meczu przeciwko Włochom w Padwie przegranym przez Jugosłowian 1:2. Dobrze spisał się także w swoim ostatnim w reprezentacji, a zarazem w jednym z najgorszych meczów w historii jugosłowiańskiej piłki przeciwko Węgrom rozgrywanym 10 kwietnia 1927 w Budapeszcie przegranym aż 0:3. Friedrich uchronił jednak Jugosławię od o wiele większej porażki. Był propagatorem sportu, był wykładowcą wychowania fizycznego na uczelniach w Viroviticy, Gospiciu i Varaždinie. Po przejściu na emeryturę był przez długi czas aktywny w zagrzebskiej szkole tenisowej Medvešćaka, gdzie stworzył podwaliny pod późniejsze sukcesy chorwackiego tenisa. Friedrich zmarł w wieku 83 lat w Zagrzebiu.
- 1. 8 czerwca 1922, Belgrad, Jugosławia – Rumunia 1:2
- 2. 3 czerwca 1923, Kraków, Polska – Jugosławia 1:2
- 3. 10 czerwca 1923, Bukareszt, Rumunia – Jugosławia 1:2
- 4. 28 września 1924, Zagrzeb, Jugosławia – Czechosłowacja 0:2
- 5. 4 listopada 1925, Padwa, Włochy – Jugosławia 2:1
- 6. 13 czerwca 1926, Paryż, Francja – Jugosławia 4:1
- 7. 28 czerwca 1926, Zagrzeb, Jugosławia – Czechosłowacja 2:6
- 8. 3 października 1926, Zagrzeb, Jugosławia – Rumunia 2:3
- 9. 10 kwietnia 1927, Budapeszt, Węgry – Jugosławia 3:0